# Latia
Latia is een geslacht van weekdieren uit de klasse van de Gastropoda (slakken).

## Soorten
- Latia climoi Starobogatov, 1986
- Latia lateralis (Gould, 1852)
- Latia manuherikia B. A. Marshall, 2011 †
- Latia neritoides Gray, 1850